# Публичная философия
Публичная философия — направление философии, касающееся взаимодействие с общественностью. Американский философ Джек Рассел Вайнштейн определяет публичную философию как «занятие философией с широкой аудиторией в неакадемической обстановке». Майкл Дж. Сэндел  считает, что публичная философия имеет две цели. Во-первых, «найти в политических и юридических спорах наших дней повод для философии», во-вторых, «привнести философию в современный общественный дискурс». Джеймс Талли подчеркивает, что публичная философия влияет на общество  через обсуждение таких понятий как гражданство, гражданской свободы и ненасилие. По словам Шэрон Мигер, одного из основателей Public Philosophy Network, «публичная философия — это не просто публичное философствование, но и взаимодействие с окружающим сообществом.
Некоторые публичные философы такие как Корнел Уэст, Юрген Хабермас, Марта Нуссбаум, Ричард Рорти Джеймс Талли, Джек Рассел Вайнштейн другие являются известными учеными. К общественным философам относят также  мыслителей, не связанных напрямую с наукой; примеры: общественный деятель Джейн Аддамс  и писательница Айн Рэнд
К публичной философии относят также труды Романа Кржнарика по проблеме долгосрочного мышления.